# きつねと私の12か月
『きつねと私の12か月』（Le Renard et l'Enfant）は、2007年のフランス映画。『皇帝ペンギン』のリュック・ジャケ監督が贈る野生のきつねと少女のふれあいを描いたドラマ。
フランス本国では240万人を動員する大ヒットとなった。

## ストーリー
フランスのアルプス地方。秋の午後、少女リラは学校帰りの山道で1匹のきつねと出会う。リラはテトゥという名前を付け、毎日森に通い始める。

## キャスト
- 少女時代のリラ：ベルティーユ・ノエル＝ブリュノー
- 現代のリラ：イザベル・カレ
- トマ・ラリベルテ